# Desmatoneura argentifrons
Desmatoneura argentifrons är en tvåvingeart som beskrevs av Samuel Wendell Williston  1895. Desmatoneura argentifrons ingår i släktet Desmatoneura och familjen svävflugor. Inga underarter finns listade i Catalogue of Life.